# Багратиони, Григол
Григол (Григорий Иоаннович Грузинский) (24 января 1789 — 21 сентября 1830) — грузинский царевич из царской династии Багратионов. Поэт и автор воспоминаний.

## Биография
Единственный сын князя Иоанна Георгиевича Багратиони (1768—1830) и Кетеван (урождённой княжны Церетели) (1775—1832). Внук последнего грузинского царя Георгия XII.
Родился в Тбилиси, при жизни своего прадеда, картли-кахетинского царя Ираклия II. В 1801 году Российская империя аннексировала Грузинское царство и начала депортацию членов царской семьи вглубь России. В 1803 году князь Иоанн Георгиевич, отец Григола, поселился в Санкт-Петербурге, но его сын остался вместе с матерью в родовом имении Церетели в Имеретии.

## Кахетинское восстание1812 года
В январе 1812 года в Кахетии вспыхнуло народное восстание против российского владычества. Князь Григол Багратиони в сопровождении князя Симона Мачабели прибыл из Имеретии в Кахетию, где присоединился к восставшим. Прибытие царевича принесло больше сплоченности в ряды восставших. 20 февраля 1812 года мятежники провозгласили Григола Багратиони новым царем Кахети. После поражения в бою у Чумлаки 1 марта 1812 года Григол бежал к аварцам. 6 марта по убеждению князя Зазы Андроникашвили Григол Багратиони сдался русскому командованию. Он был отправлен под конвоем в Петрозаводск, где провел несколько месяцев темнице и заниматься написанием стихов.
В 1813 году князь Григол Багратиони был помилован, перешёл на военную службу и принял участие в заключительном этапе наполеоновских войск, в том числе в военной кампании в Польше (1813), о чём оставил воспоминания. Григол (Григорий Иоаннович Грузинский) продолжил свою военную службу, дослужился до чина подполковника Астраханского казачьего полка. После увольнения из армии проживал в Санкт-Петербурге, уделяя особое внимание составлению антологии грузинской поэзии.
В сентябре 1830 года 41-летний князь Григол Георгиевич скончался в Санкт-Петербурге и был похоронен в Александро-Невской лавре.

## Семья
28 января 1824 года во время своей поездки в Тбилиси женился на Варваре Фёдоровне Букринской (1810—1876), дочери русского чиновника. Дети:
- Князь Давид Грузинский (род. 1824), его дальнейшая судьба неизвестна
- Князь Иоанн Грузинский (1826—1880), неофициальный глава грузинской царской семьи и собиратель грузинских древностей. В 1850 году женился на графине Екатерине Павловне Пален, дочери генерала от кавалерии Павла Петровича Палена.
- Княжна Кетеван Грузинская (1828—1891), жена с 1849 года генерал-майора, князя Михаила Луарсабовича Сумбуташвили (1822—1886)
- Княжна Екатерина Грузинская (1830—1917), фрейлина российской императрицы, умерла незамужней.

В 1833 году российское правительство признало за детьми умершего Григола Иоанновича титул князя и княжен Грузинских, с добавлением титула «Светлейшие» с 1865 года.